# Браганса (округ)
О́круг Брага́нса, або Брага́нський о́круг (порт. Distrito de Bragança) — округ у Португалії. Окружний адміністративний центр — місто Браганса. Розташований в північно-східній частині країни. Складова регіону Північ. За старим адміністративним поділом, що був чинним до 1976 року, територія округу належала провінції Трансмонтана і Верхнє Дору. Площа — 6599 км². Поділяється на 12 муніципалітетів і 226 парафій. Населення — 136 252 ос. (2011), густота населення — 20,65 осіб/км²
. Код ISO 3166-2 — PT-04.

## Географія
На півночі та сході межує з Іспанією, на заході — з округом Віла-Реал, на південному заході — з округом Візеу, на півдні — з округом Гуарда.

## Муніципалітети
1. Алфандега-да-Фе
2. Браганса
3. Віла-Флор
4. Віміозу
5. Віняйш
6. Карразеда-де-Ансіайнш
7. Маседу-де-Кавалейруш
8. Міранда-ду-Дору
9. Мірандела
10. Могадору
11. Торре-де-Монкорву
12. Фрейшу-де-Ешпада-а-Сінта

## Парафії
- Парафії Браганського округу

## Населення
| Кількість мешканців | Кількість мешканців | Кількість мешканців | Кількість мешканців | Кількість мешканців | Кількість мешканців | Кількість мешканців | Кількість мешканців | Кількість мешканців | Кількість мешканців | Кількість мешканців | Кількість мешканців | Кількість мешканців | Кількість мешканців | Кількість мешканців |
| ------------------- | ------------------- | ------------------- | ------------------- | ------------------- | ------------------- | ------------------- | ------------------- | ------------------- | ------------------- | ------------------- | ------------------- | ------------------- | ------------------- | ------------------- |
| 1864                | 1878                | 1890                | 1900                | 1911                | 1920                | 1930                | 1940                | 1950                | 1960                | 1970                | 1981                | 1991                | 2001                | 2011                |
| 161 459             | 171 802             | 180 130             | 184 662             | 192 081             | 170 188             | 186 984             | 213 679             | 228 358             | 233 441             | 179 763             | 184 252             | 157 809             | 148 883             | 136 252             |